# Liste der Kulturgüter in Basse-Allaine
Die Liste der Kulturgüter in Basse-Allaine enthält alle Objekte in der Schweizer Gemeinde Basse-Allaine im Kanton Jura, die gemäss der Haager Konvention zum Schutz von Kulturgut bei bewaffneten Konflikten, dem Bundesgesetz vom 20. Juni 2014 über den Schutz der Kulturgüter bei bewaffneten Konflikten sowie der Verordnung vom 29. Oktober 2014 über den Schutz der Kulturgüter bei bewaffneten Konflikten unter Schutz stehen.
Objekte der Kategorien A und B sind vollständig in der Liste enthalten, Objekte der Kategorie C fehlen zurzeit (Stand: 1. Januar 2023).

## Kulturgüter
| Foto | | Objekt | Kat. | Typ | Standort                                | Beschreibung |
| ---- | --- | --- | ---- | --- | --------------------------------------- | ------------ |
| BW   | Datei hochladen · Wikidata zu Prairie Dessous, gallorömische Villa (Q29521760)                        | Prairie Dessous, villa gallo-romaine KGS-Nr.: 03474                                                                                    | A    | F   | Buix, Prairie Dessous 568922 / 259341   |              |
| ja   | Datei hochladen · Wikidata zu Ehemaliges Priorat Grandgourt (Q29521754)                               | Ehemaliges Priorat Grandgourt / Ancien Prieuré de Grandgourt KGS-Nr.: 03550                                                            | A    | G   | Montignez, Grandgourt 3 570524 / 257867 |              |
| BW   | Datei hochladen · Wikidata zu Grotte de La Bâme, Fundstätte aus der Bronze- und Eisenzeit (Q29785297) | Grotte de La Bâme, Fundstätte der Bronze- und Eisenzeit / Grotte de La Bâme, site de l’âge du bronze et de l’âge du fer KGS-Nr.: 03504 | B    | F   | Courtemaîche 570580 / 257311            |              |